# پریش اکادیا (لوئیزیانا)
اکادیا پریش (به انگلیسی: Acadia Parish) یک قصبه در ایالات متحده آمریکا است که در لوئیزیانا واقع شده‌است.

## خصوصیات
اکادیا پریش ۱٬۷۰۱٫۶۳ کیلومترمربع مساحت دارد.